# 1848년 혁명
1848년 혁명(일부 국가에서는 "민족의 봄" 혹은 "민중의 봄"으로도 불림)은 1848년부터 1849년까지 1년이 넘는 기간 동안 유럽 전역에서 발생한 일련의 혁명이었다. 이는 유럽 역사상 가장 광범위한 혁명의 물결로 남아 있다.
이 혁명들은 본질적으로 민주주의적이며 자유주의적인 성격을 띠었으며, 구(舊) 군주제 체제를 타파하고, 낭만민족주의가 구상한 독립된 민족국가를 수립하는 것을 목표로 했다. 1848년 1월 이탈리아에서 처음 혁명이 시작된 후, 혁명의 불길은 유럽 전역으로 확산되었다. 50개 이상의 국가가 영향을 받았으나, 각국의 혁명 세력 간에는 별다른 협력이나 조율이 이루어지지 않았다. 혁명의 주요 원인으로는 기존 정치 지도층에 대한 광범위한 불만, 정부 참여와 민주주의 확대 요구, 언론의 자유 보장 요구, 노동계급의 경제적 권리 요구, 민족주의의 대두, 그리고 유럽 감자 기근으로 인한 대규모 기아, 이주, 사회적 불안 등이 있었다.이 봉기는 노동자와 개혁 세력이 주도했으며, 중산층과 상류층(부르주아 계급) 출신의 인사들도 이에 동참했다. 하지만 이들 간의 연대는 오래 지속되지 못했다. 결국, 다수의 혁명은 빠르게 진압되었으며, 수만 명이 학살당했고, 더 많은 사람들이 망명길에 올랐다.
그러나 일부 혁명은 의미 있는 개혁을 남겼다. 오스트리아 제국과 헝가리 왕국에서는 농노제가 폐지되었으며, 덴마크에서는 절대군주제가 종식되었다. 또한, 네덜란드에서는 대의민주주의가 도입되는 등 일정한 정치적 변화가 이루어졌다. 1848년 혁명은 특히 프랑스, 네덜란드, 이탈리아, 오스트리아 제국, 그리고 훗날 독일 제국을 형성할 독일 연방 내 여러 국가에서 중요한 영향을 미쳤다. 이 혁명의 물결은 1849년 10월을 끝으로 완전히 막을 내렸다.

## 프랑스 혁명
1848년은 유럽 대부분의 지역을 혁명의 소용돌이 속으로 휘몰아 넣었고, 빈 보수 체제를 붕괴시켰다. 그 소용돌이의 중심은 프랑스 2월 혁명이었다. 더구나 19세기의 프랑스는 모든 의미에서 프랑스 대혁명으로부터의 계속적인 발전이었다. 즉 사회적·정치적 평등 이념이 자본주의 경제의 발전으로 구체화되려 하고 있었던 것이 영국과 프랑스였고, 내셔널리즘을 지주로 하는 자유 통일의 방향을 명확히 추구하기 시작한 것이 독일, 이탈리아 및 기타 후진국들이었다. 전자는 선거권의 확대와 노동자 계급의 권리 요구가 되고, 후자에 있어서는 봉건적 체제의 타파로 전개되었다. 그러나 그 저류를 이루는 것은 자유주의와 민주주의의 조류였던 것은 말할 나위 없다.
프랑스에서는 7월 왕정하에서 정부를 좌우한 것은 대은행가나 대상인을 중심으로 한 대부르주아이며 신흥 중소 부르주아·노동자·농민의 입장은 부당하게 억압을 당하고 있었다. 산업혁명의 진전은 이와 같은 불합리한 대부르주아의 지배에 대한 신흥 부르주아의 정치적인 불만과 노동자 계급의 사회주의적인 요구가 반(反)정부 운동이라는 귀결점을 만들어냈다. 이렇게 해서 부르주아 공화파와 사회주의의 혼합정권이 실현되었다.

## 영국 혁명
영국에서는 산업혁명의 성과가 이미 1832년의 선거법 개정에서 산업자본가층의 정치적 입장 확립으로 나타났고, 경제적으로도 자유주의 경제에서 제반 개혁이 진행되었다. 그러나 1838년부터 1848년에 걸쳐 차티스트 운동이 전개되고, 노동자의 강력한 참정권 운동에도 불구하고 1848년에도 실현을 보지 못했다. 이 실패가 영국 의회정치의 침체를 뜻하는 것은 아니며, 내용면에서 현저한 진보를 하여 왔다.

## 독일 혁명
독일에서는 3월혁명이 일어나 시민혁명과 병행해서 국민적 통일 운동이 오스트리아·프로이센·서남 독일에서 전개되었다. 그러나 3월혁명에서는 봉건적 체제를 타파하고, 근대 민주정치의 기초를 구축하는 면에서는 충분한 성과를 거두지 못했다. 그것은 결국 연약한 산업 시민 계급이 노동자 등 혁명세력에 대한 공포에서 봉건세력과 타협하는 결과가 되었다. 프랑크푸르트 국민의회에서 볼 수 있듯이 통일적 독일 국가를 건설하는 구상도 보수화한 프로이센 및 오스트리아의 구세력에 의해 거부되었다.

## 기타 지역
이탈리아에서는 자유주의가 통일운동으로서 활발해졌고, 마치니 등의 청년 이탈리아당이 1848년 11월 로마 공화국을 건설하였다. 북이탈리아에서는 사르디니아의 통일운동으로 베네치아 공화국이 성립되었다. 폴란드·헝가리·뵈멘·덴마크에서도 독립운동이 광범하게 전개되었다.

## 같이 보기
- 1968년 사회운동
- 1989년 혁명
- 아랍의 봄

## 참고 문헌
1. ↑  Merriman, John, A History of Modern Europe: From the French Revolution to the Present, 1996, p. 715
2. ↑  “The Revolutions of 1848: A Wave of Anti-Monarchism Sweeps Europe”. 《TheCollector》. 2022년 5월 12일. 2024년 3월 1일에 확인함.
3. ↑  “Revolutions of 1848 | Causes, Summary, & Significance | Britannica”. 《www.britannica.com》 (영어). 2023년 11월 10일.
4. ↑  Mack Smith, Denis. 《The Revolutions of 1848–1849 in Italy》. Oxford Academic. 2023년 11월 19일에 확인함.